# Sernancelhe
Sernancelhe é uma vila portuguesa localizada na sub-região do Douro, pertencendo à região do Norte e ao distrito de Viseu. Tem uma área urbana de 44,62 km2, 1.755 habitantes em 2021 e uma densidade populacional de 39 habitantes por km2. 
É sede do município homónimo, tendo uma área total de 228,61 km2, 5.692 habitantes em 2021 e uma densidade populacional de 25 habitantes por km2, subdividido em 13 freguesias. O município é limitado a norte pelos municípios de Tabuaço e São João da Pesqueira, a leste por Penedono e Trancoso, a sul por Aguiar da Beira, a sudoeste por Sátão e a noroeste por Moimenta da Beira.
De entre os naturais deste concelho, avulta Aquilino Ribeiro, um dos maiores escritores portugueses do século XX, cujos romances retratam, muitas vezes, as idiossincrasias das "Terras do Demo", dando conta do peso que a geografia da região de que era natural tinha sobre as pessoas que aí viviam.
A Ordem de Malta ou dos Cavaleiros do Hospital de São João de Jerusalém, de Rodes e de Malta, como outrora se denominou, teve diversos bens e comendas neste concelho. Razão pela qual o brasão autárquico ostenta a cruz da Ordem de Malta em chefe.

## Personalidades da história
- Egas Gosendes de Baião, corria o ano de 1124, deu foral a esta localidade.
- João Rodrigues, nascido em Sernancelhe, 1558, 1560 ou 1561, foi um sacerdote português da Companhia de Jesus, missionário no Japão. Foi também um linguista, tendo escrito o primeiro dicionário de japonês-português e a primeira gramática da língua japonesa.
- Sebastião José de Carvalho e Melo, Marquês de Pombal e Conde de Oeiras (Sernancelhe, 13 de maio de 1699 – Pombal, 8 de maio de 1782) foi um nobre, diplomata e estadista português. Foi secretário de Estado do Reino durante o reinado de D. José I (1750-1777), sendo considerado, ainda hoje, uma das figuras mais controversas e carismáticas da História Portuguesa.[6]
- António Ribeiro Saraiva, combatente e ideólogo Miguelista durante a Guerra Civil Portuguesa, morrido no exílio em Londres em 1890.
- Aquilino Gomes Ribeiro ComL (Carregal, Sernancelhe, 13 de setembro de 1885 – Prazeres, Lisboa, 27 de maio de 1963) foi um escritor português.

## Património

### Igreja matriz
Construída no séc. XII, a igreja matriz da paróquia de Sernancelhe tem como orago São João Baptista. De estilo românico tem portal em arco ladeado por imagem de santos e torre com sinos.

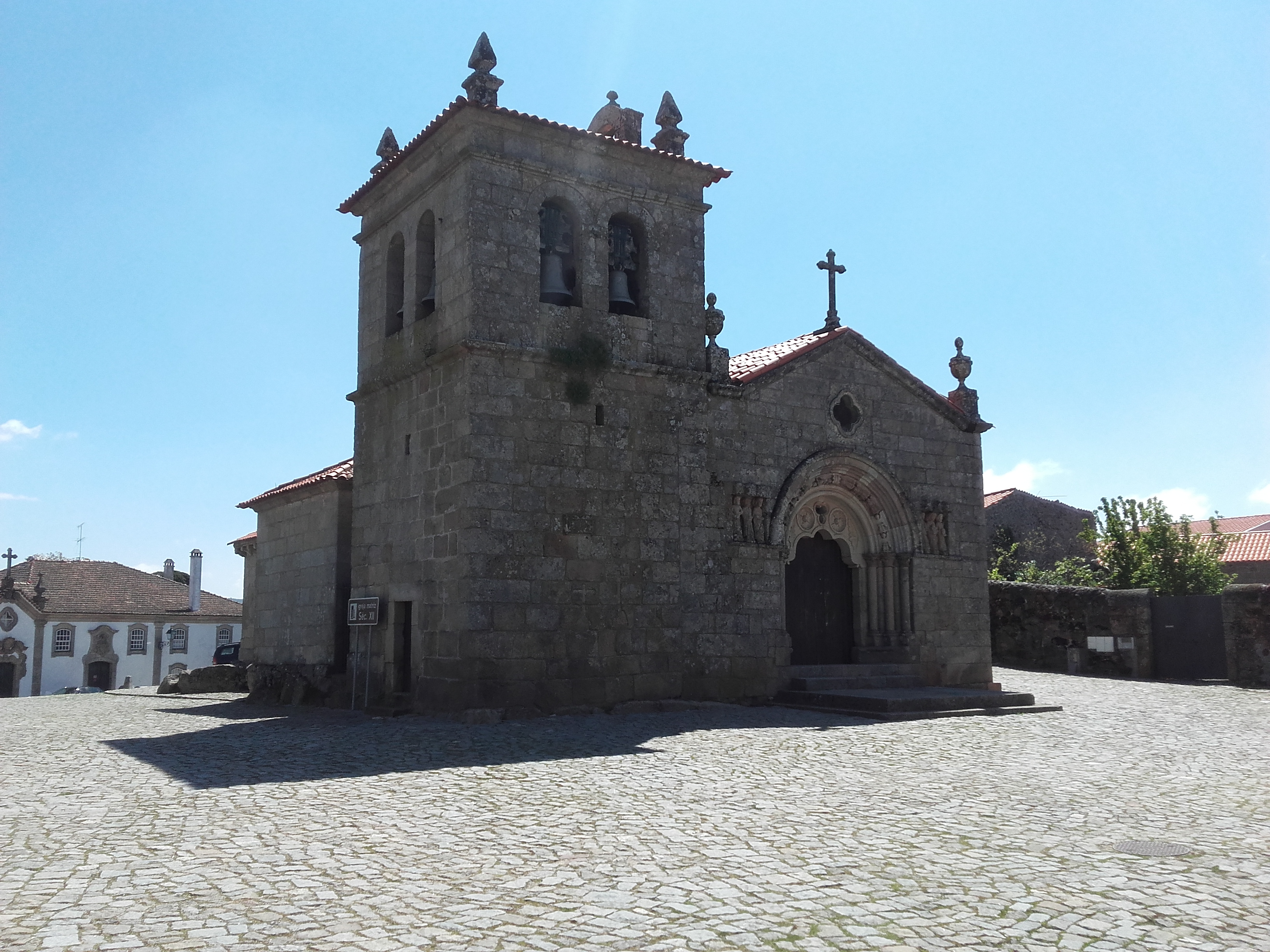
Igreja matriz da paróquia de Sernancelhe

### Biblioteca Municipal
Antiga escola primária, funciona atualmente como biblioteca municipal.

### Casa da comenda daOrdem de Malta
Antiga casa da comenda da Ordem de Malta, funciona como estabelecimento de turismo rural.

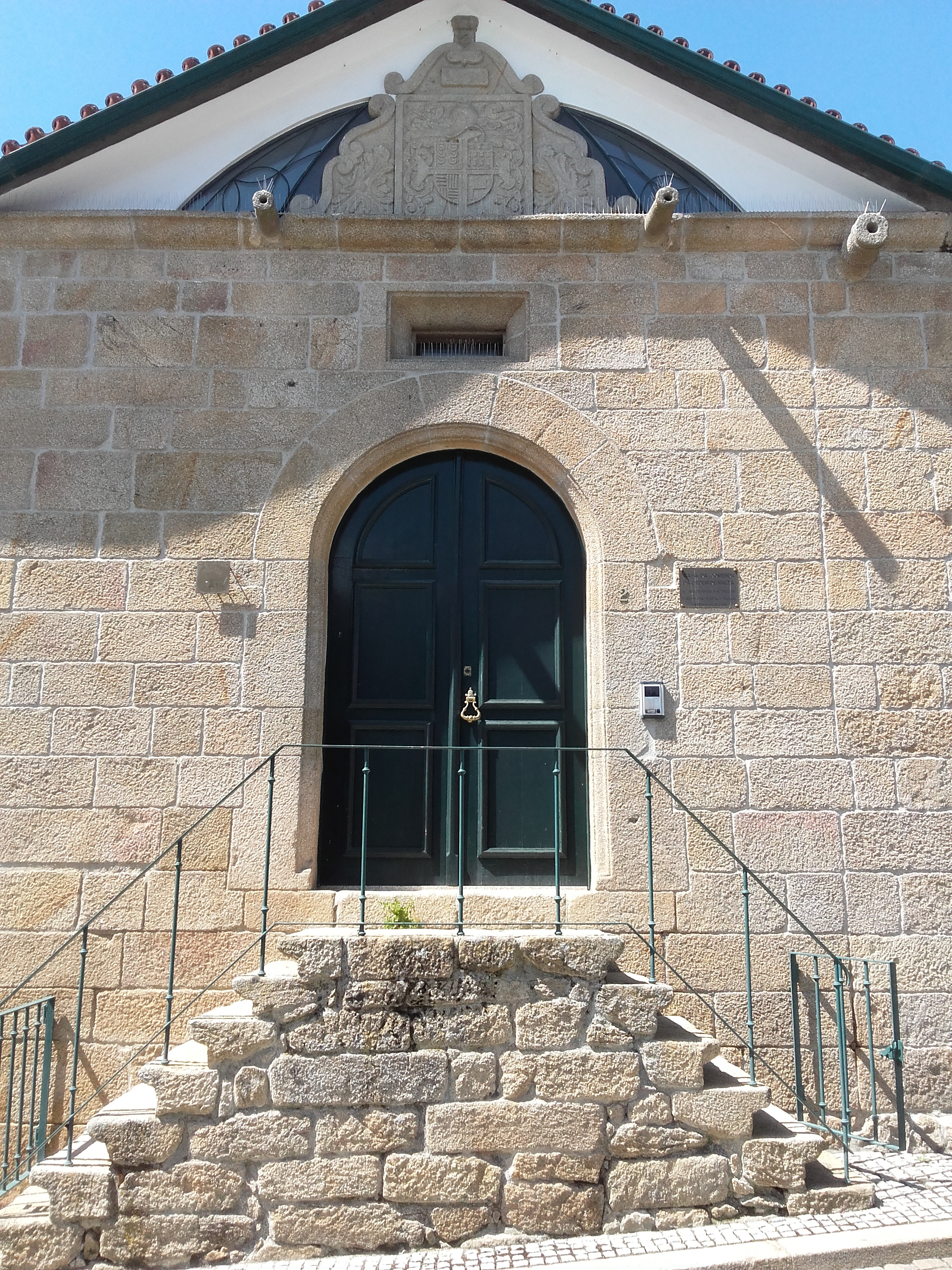
Casa da comenda da Ordem de Malta

### Pelourinho
Pelourinho do município de Sernancelhe.

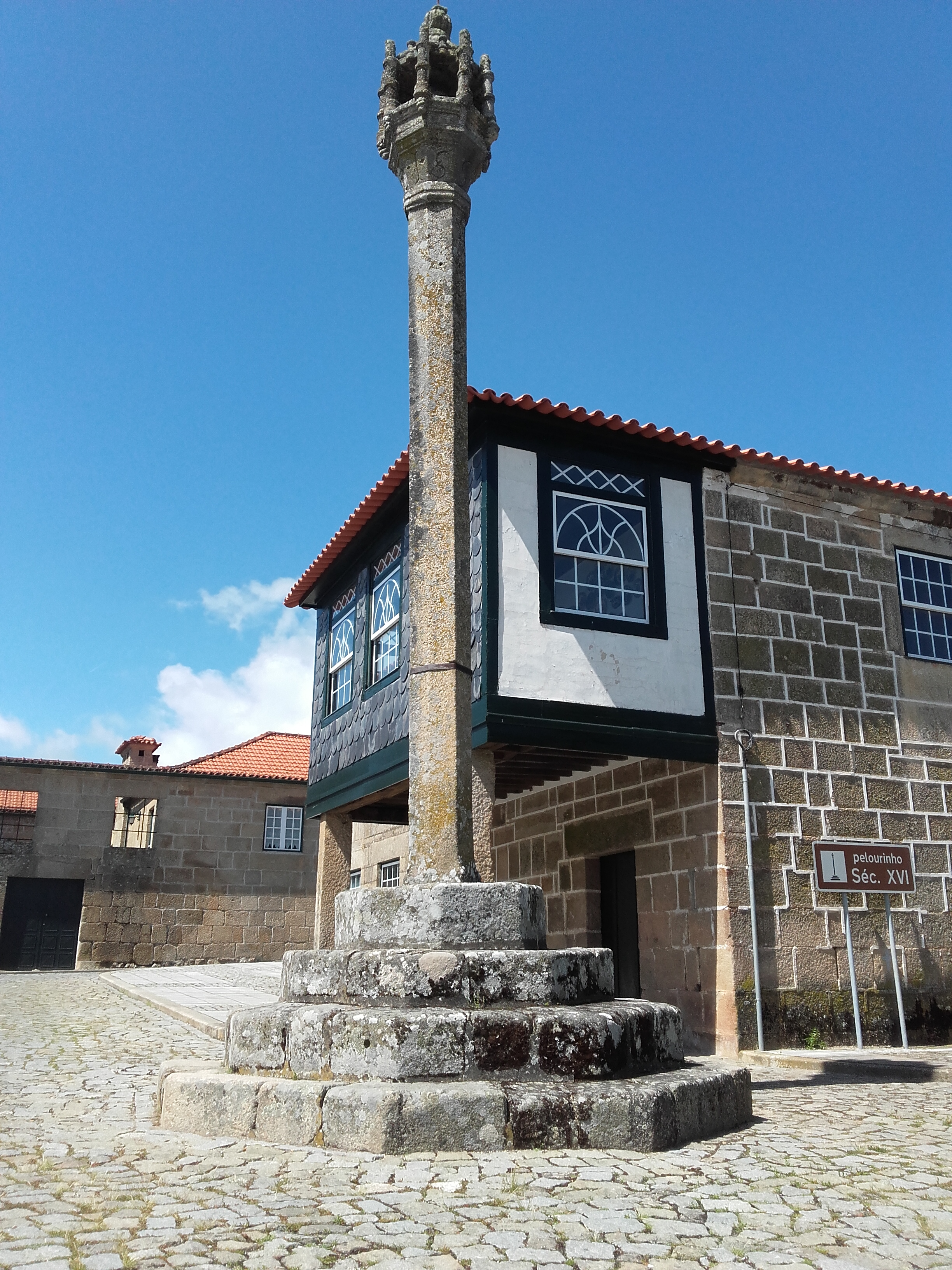
Pelourinho do município de Sernancelhe

### Outro património
- Capela da Misericórdia de Sernancelhe
- Capela Nossa Senhora dos Prazeres
- Casa dos condes de Anadia / Paços de Concelho
- Castelo de Sernancelhe
- Cruzeiro do antigo cemitério
- Cruzeiro do Senhor dos Aflitos
- Cruzeiro dos Centenários
- Fonte de chafurdo
- Fonte no Largo da República
- Igreja do Mosteiro da Ribeira
- Ponte do Rio Abade
- Ponte do Rio Medreiro
- Solar dos Carvalho
- Solar dos Soveral

## Evolução da população do município
★ Os Recenseamentos Gerais da população portuguesa tiveram lugar a partir de 1864, regendo-se pelas orientações do Congresso Internacional de Estatística de Bruxelas de 1853. Encontram-se disponíveis para consulta no site do Instituto Nacional de Estatística (INE). 

Número de habitantes que tinham a sua residência oficial neste município à data em que os censos se realizaram.
| Número de habitantes por grupo etário | Número de habitantes por grupo etário | Número de habitantes por grupo etário | Número de habitantes por grupo etário | Número de habitantes por grupo etário | Número de habitantes por grupo etário | Número de habitantes por grupo etário | Número de habitantes por grupo etário | Número de habitantes por grupo etário | Número de habitantes por grupo etário | Número de habitantes por grupo etário | Número de habitantes por grupo etário | Número de habitantes por grupo etário | Número de habitantes por grupo etário |
| ------------------------------------- | ------------------------------------- | ------------------------------------- | ------------------------------------- | ------------------------------------- | ------------------------------------- | ------------------------------------- | ------------------------------------- | ------------------------------------- | ------------------------------------- | ------------------------------------- | ------------------------------------- | ------------------------------------- | ------------------------------------- |
|                                       | 1900                                  | 1911                                  | 1920                                  | 1930                                  | 1940                                  | 1950                                  | 1960                                  | 1970                                  | 1981                                  | 1991                                  | 2001                                  | 2011                                  | 2021                                  |
| 0-14 Anos                             | 3 923                                 | 4 033                                 | 3 259                                 | 3 393                                 | 3 793                                 | 3 651                                 | 3 599                                 | 2 880                                 | 2 124                                 | 1 571                                 | 999                                   | 717                                   | 525                                   |
| 15-24 Anos                            | 1 910                                 | 1 819                                 | 1 782                                 | 1 588                                 | 1 749                                 | 1 800                                 | 1 580                                 | 1 285                                 | 1 330                                 | 1 147                                 | 924                                   | 619                                   | 536                                   |
| 25-64 Anos                            | 4 284                                 | 4 105                                 | 3 965                                 | 3 923                                 | 4 016                                 | 4 312                                 | 4 218                                 | 3 425                                 | 2 965                                 | 3 077                                 | 2 965                                 | 2 812                                 | 2 808                                 |
| = ou > 65 Anos                        | 488                                   | 675                                   | 631                                   | 558                                   | 689                                   | 785                                   | 803                                   | 855                                   | 1 080                                 | 1 225                                 | 1 339                                 | 1 523                                 | 1 823                                 |

(Obs: De 1900 a 1950 os dados referem-se à população "de facto", ou seja, que estava presente no município à data em que os censos se realizaram. Daí que se registem algumas diferenças relativamente à designada população residente)

## Política

### Eleições autárquicas[9]
| Data | %      | V      | %     | V     | %            | V            | %       | V       | %              | V  | Participação   |                |
| Data | CDS-PP | CDS-PP | PS    | PS    | FEPU/APU/CDU | FEPU/APU/CDU | PPD/PSD | PPD/PSD | AD             | AD | Participação   |                |
| ---- | ------ | ------ | ----- | ----- | ------------ | ------------ | ------- | ------- | -------------- | -- | -------------- | -------------- |
| Data | 1976   | 67,19  | 4     | 25,56 | 1            | 2,16         | -       |         |                |    |                | 69,81 / 100,00 |
| 1979 | AD     | AD     | 15,50 | -     | 1,42         | -            | AD      | AD      | 79,72          | 5  | 74,68 / 100,00 |                |
| 1982 | 64,18  | 4      | 4,35  | -     | 1,51         | -            | 25,29   | 1       |                |    | 72,78 / 100,00 |                |
| 1985 | 56,58  | 3      | 3,91  | -     | 1,12         | -            | 34,13   | 2       | 73,49 / 100,00 |    |                |                |
| 1989 | 40,78  | 2      | 4,44  | -     | 0,51         | -            | 51,16   | 3       | 76,66 / 100,00 |    |                |                |
| 1993 | 34,63  | 2      | 8,18  | -     | 0,52         | -            | 53,78   | 3       | 72,30 / 100,00 |    |                |                |
| 1997 | 16,73  | 1      | 24,51 | 1     | 0,86         | -            | 54,34   | 3       | 72,35 / 100,00 |    |                |                |
| 2001 | 2,10   | -      | 43,60 | 2     | 0,38         | -            | 51,61   | 3       | 76,11 / 100,00 |    |                |                |
| 2005 |        |        | 38,70 | 2     | 0,77         | -            | 57,44   | 3       | 69,94 / 100,00 |    |                |                |
| 2009 | 4,48   | -      | 35,97 | 2     | 0,50         | -            | 56,12   | 3       | 66,23 / 100,00 |    |                |                |
| 2013 | 3,34   | -      | 40,38 | 2     | 0,34         | -            | 53,17   | 3       | 70,07 / 100,00 |    |                |                |
| 2017 | 6,03   | -      | 18,15 | 1     | 0,46         | -            | 71,92   | 4       | 66,77 / 100,00 |    |                |                |
| 2021 |        |        | 9,36  | -     | 3,98         | -            | 81,89   | 5       | 74,86 / 100,00 |    |                |                |

### Eleições legislativas
| Data | %     | %     | %     | %     | %    | %     | %        | %     | %    | %     | %    | %   | %       | % | %  | %  |
| Data | CDS   | PSD   | PS    | UDP   | PCP  | AD    | APU/ CDU | FRS   | PRD  | PSN   | BE   | PAN | PSD CDS | L | CH | IL |
| ---- | ----- | ----- | ----- | ----- | ---- | ----- | -------- | ----- | ---- | ----- | ---- | --- | ------- | - | -- | -- |
| 1976 | 40,74 | 26,80 | 19,35 | 1,11  | 1,09 |       |          |       |      |       |      |     |         |   |    |    |
| 1979 | AD    | AD    | 16,90 | 1,25  | APU  | 70,78 | 2,48     |       |      |       |      |     |         |   |    |    |
| 1980 | AD    | AD    | FRS   | 0,68  | APU  | 74,26 | 1,86     | 15,70 |      |       |      |     |         |   |    |    |
| 1983 | 42,40 | 25,30 | 22,25 | 0,47  | APU  |       | 1,76     |       |      |       |      |     |         |   |    |    |
| 1985 | 36,64 | 33,09 | 14,90 | 0,52  | APU  | 2,37  | 5,97     |       |      |       |      |     |         |   |    |    |
| 1987 | 15,91 | 60,51 | 14,54 | 0,34  | CDU  | 1,24  | 0,72     |       |      |       |      |     |         |   |    |    |
| 1991 | 14,76 | 63,57 | 16,12 |       | CDU  | 1,01  | 0,44     | 0,84  |      |       |      |     |         |   |    |    |
| 1995 | 20,38 | 43,20 | 31,42 | 0,18  | CDU  | 0,60  |          | 0,47  |      |       |      |     |         |   |    |    |
| 1999 | 18,40 | 43,91 | 33,10 |       | CDU  | 0,87  | 0,42     | 0,51  |      |       |      |     |         |   |    |    |
| 2002 | 12,79 | 53,92 | 29,43 | 0,61  | CDU  |       | 0,77     |       |      |       |      |     |         |   |    |    |
| 2005 | 11,45 | 43,44 | 37,24 | 1,24  | CDU  | 1,99  |          |       |      |       |      |     |         |   |    |    |
| 2009 | 16,64 | 44,67 | 29,89 | 1,21  | CDU  | 3,13  |          |       |      |       |      |     |         |   |    |    |
| 2011 | 14,94 | 54,79 | 22,77 | 0,95  | CDU  | 1,30  | 0,36     |       |      |       |      |     |         |   |    |    |
| 2015 | PSD   | CDS   | 25,34 | 1,38  | CDU  | 3,49  | 0,28     | 63,50 | 0,21 |       |      |     |         |   |    |    |
| 2019 | 6,84  | 55,94 | 24,50 | 0,54  | CDU  | 3,04  | 1,20     |       | 0,32 | 0,28  | 0,03 |     |         |   |    |    |
| 2022 | 3,09  | 55,56 | 27,46 | 0,73  | CDU  | 1,21  | 0,51     | 0,36  | 7,05 | 0,76  |      |     |         |   |    |    |
| 2024 | AD    | AD    | 15,52 | 60,11 | CDU  | 0,59  | 1,12     | 0,47  | 0,45 | 14,32 | 0,98 |     |         |   |    |    |

## Economia
Os produtos tradicionais do concelho são a maçã, os enchidos, os queijos e a castanha, pela qual o concelho é conhecido como o concelho da castanha.

## Freguesias

Freguesias do município de Sernancelhe.

O município de Sernancelhe está dividido em 13 freguesias:
- Arnas
- Carregal
- Chosendo
- Cunha
- Faia
- Ferreirim e Macieira
- Fonte Arcada e Escurquela
- Granjal
- Lamosa
- Penso e Freixinho
- Quintela
- Sernancelhe e Sarzeda
- Vila da Ponte